# Zastava Občine Cerknica
Zastava Občine Cerknica je pravokotne oblike, razmerje višine »V« proti dolžini »L« je 1:2,5, s tem, da je njena ruta horizontalno razdeljena na dve po dimenzijah enaki barvni progi, prva je v modri, druga v zeleni barvi. Na sredini zastavne rute stoji grb, katerega višina polja je enaka polovični višini zastavne rute.